# Entymem
Entymem (grekiska ἐνθύμημα, enthymēma, tanke, infall) är inom retoriken ett argument med en underförstådd, outtalad premiss. Enligt Aristoteles är entymemet eller "den retoriska syllogismen" retorikens viktigaste övertalningsmedel.
En av de mest centrala delarna inom den klassiska retoriken handlar om att finna vilka typer av olika tankegångar som kan vara övertygande eller övertalande. Det gäller alltså att finna olika sätt att argumentera för att framgångsrikt få mottagaren välvillig till sändarens budskap. Argument kan antingen vara uppbyggda genom deduktiva eller induktiva resonemang, som ett arv från Aristoteles motsvaras dessa två termer inom den retoriska teorin av entymemet och paradigmet. Aristoteles beskriver entymemet som retorikens ”själva kropp”.
I Aristoteles Retoriken förklarar han att ”det är entymemet som är det retoriska beviset; det är helt enkelt det centrala övertalningsmedlet” och entymemet ”utgör själva kärnan i övertalandet”. Det är ”en form av syllogism”, förklarar han och kallar det för en ”retorisk syllogism”.
I stora drag kan man förklara entymemet som en syllogism där man vanligtvis utelämnar en av premisserna samt att premisserna inte behöver bygga på sanna premisser utan det räcker med sannolika premisser. Vad som gör att en retoriker lyckas med sin argumentation bygger på huruvida talaren tar mottagarens doxa i beaktning och vad den aktuella publiken håller för sant. Inom logiken är alltid en korrekt uppställd syllogism sann vid alla tillfällen och alla situationer, för ett entymem däremot eller en ”retorisk syllogism” kan sanningsvärdet skilja beroende på vilken doxa mottagaren besitter.
Entymem har kritiserats för att inte vara genomförda logiska slutledningar och för att inte alltid göra alla premisser i argumentet explicita. Fördelen med entymem är att det liknar mer den praktiska argumentation som man använder sig av till vardags. Genom att undvika att uttala samtliga premisser undgår sändaren för att uppfattas som övertydlig, tråkig och störande.[källa behövs]
En ytterligare retorisk fördel med att utelämna en eller flera premisser är att mottagaren måste rekonstruera argumentet och själv bidra med de utelämnade premisserna och på så vis blir entymemet effektivare när sändaren och mottagaren konstruerar argumentet tillsammans. Det persuasiva värdet ökar markant och entymemet blir så att säga självövertygande.
En klassisk syllogism kan se ut som följande:
1. Alla människor är dödliga.
2. Sokrates är en människa.
3. Alltså är Sokrates dödlig.

I exemplet är alla premisser uttalade och de följer ett deduktivt resonemang. Ett entymem däremot skulle kunna vara konstruerat som följande: 
1. Pelle är inte att lita på, eftersom han är bilhandlare.

Den underförstådda premissen "alla bilhandlare är opålitliga" är uppenbart ogiltig, men argumentet kan ändå övertyga publiken om att Pelle är en opålitlig typ. Detta bygger då på att mottagaren har en uppfattning (doxa) om att bilhandlare generellt sett är opålitliga. Inom analys av politisk retorik är entymem en grundläggande kategori, även om resonemangen inte är fullt så primitiva som i exemplet ovan.